# Текла Алексиева
Текла Вилхелм Алексиева е българска художничка. Става известна с оригиналните корици, които създава за книгите от поредицата за научнофантастична литература Библиотека „Галактика“ на варненското издателство „Георги Бакалов“. Членка е на Съюза на българските художници.

## Биография
Текла Алексиева е родена на 2 ноември 1944 г. в София. Завършва ВИИИ „Н. Павлович“, София, катедра Монументално-декоративна живопис, при проф. Гочо Богданов. Работи в областта на живописта, гоблена, монументалната стенопис и илюстрацията. 

## Творчество
От 1974 г. участва в редица общи художествени изложби в България и в чужбина. При тематика, отговаряща на времето и съдържанието на изложбите през 70-те и 80-те години (творбите ѝ „Вела Пеева“, гоблена „От векове за векове“), художничката проявява ярко развитие и афинитет към градската тема и нейното модерно, фотореалистично пресътворяване (живописната композиция „Кръстовище“), което е един от първите ѝ силни опити в тази насока. За тази цел Текла Алексиева се ориентира към оригинални решения, които подсилват визията на техниката, съвременния дизайн, новите материи, изкуствената светлина, съвременния архитектурен ландшафт.
През 1996 г. Текла Алексиева осъществява проект за пощенска марка с образа на Баба Марта, което според критиката е първият опит да бъде предаден нейният митологичен, а не фолклорен лик – там Баба Марта е показана като вечната булка, с класически надиплени поли, с пищна гръд, с поза на критска богиня от времето на матриархата.
Работила е още върху оформлението на учебници, експерименталния буквар от 1980 г., книгата на издателство „Кибеа“ „Духовни водачи на България“ (съвместно с художника Боян Филчев и Христо Хаджитанев), календари и др.

### Библиотека „Галактика“
Текла Алексиева става много популярна със създадените от нея над 120 оригинални корици на поредицата за научнофантастична литература библиотека „Галактика“ на варненското издателство „Георги Бакалов“. В тях тя показва разнообразие, ефектна цветност, внимание към детайла и пространството.
За първите ѝ корици член на редколегията казва: „Другари, ще ги излежаваме в затвора тези корици! Та те толкова приличат на евтините булевардни книжлета, дето висят закачени на щипки пред западните книжарници!“
Освен с поредицата си корици към библиотека „Галактика“, Текла Алексиева е допринесла за фантастиката в България с участието си в инициативи на Клубовете по фантастика и прогностика в България и Клуба на художниците-фантасти в България „Васил Иванов“ – изложби на фантастичното изкуство (например през 1985 г. в Пловдив).
По време на Фестивала на клубовете по фантастика участва с оригиналите на кориците „Краят на вечността“ на Айзък Азимов и „Дървото на вси светии“ на Рей Бредбъри.
Според създателя на поредицата Библиотека „Галактика“ Милан Асадуров кориците, създадени от Текла Алексиева, имат голям принос за успеха на поредицата.

### Самостоятелни изложби
- 2023 – Непоказвани картини под надслов „Една жена седи и си рисува…“, съдържащи предимно акварели, в две посоки: произведения по библейски сюжети от неосъществена поръчка за детска книга; и абстрактни космически теми. Изложбата е в софийска галерия от 30 март до 20 април.[6]

## Признание и награди
Носителка е на награди от изложби на илюстрациите в България, а през 1985 г. по БНТ е излъчен филм за нея (със сценарист и водещ Стефан Тихчев).

## Литераутра
- Енциклопедия на изобразителните изкуства България в 3 тома, т. 1 (А-Л), Институт за изкуствознание на БАН, Издателство на Българската академия на науките, София, 1980.
- Съвременно българско монументално изкуство 1956–1986, под редакцията на Христо Стефанов и Максимилиян Киров, Съст. Кристина Стефанова и кол.: Филип Зидаров, Цветана Филипова, Сашка Венева, Кремена Попова, Лиляна Българова. Комитет за Култура, ДО „Изобразително изкуство“, Държавно издателство „Д-р Петър Берон“, София, 1986 г.